# Kosmos 929
Kosmos 929 (ryska: Космос 929) eller TKS-1 var en obemannad flygning av den sovjetiska TKS-farkosten. Det var den första flygningen av hela TKS-farkosten. Farkosten sköts upp med en Protonraket från Kosmodromen i Bajkonur den 17 juli 1977. VA-kapseln återvände till jorden den 16 augusti 1977. FGB-modulen fortsatte i sin omloppsbana runt jorden fram till den 3 februari 1978, då den återinträdde i jordens atmosfär och brann upp.